# Untermagerbein
Untermagerbein ist ein Gemeindeteil der Gemeinde Mönchsdeggingen im schwäbischen Landkreis Donau-Ries in Bayern.

## Geografie
Das Pfarrdorf Untermagerbein liegt drei Kilometer südlich des Hauptortes und ist mit diesem durch die Staatsstraße 2221 verbunden. Am Ortsrand fließt die Kessel.

## Geschichte
In der Gemarkung geben sieben in die Liste der Bodendenkmäler in Untermagerbein eingetragene Objekte von Besiedlungen in früheren Epochen Zeugnis.
Die erste urkundliche Erwähnung Untermagerbeins stammt aus dem Jahr 1139, wo in einer Bulle des Papstes Innozenz II. dem Kloster St. Georgen im Schwarzwald seine Besitzungen in „Magerbayn“ bestätigt werden.
Am 1. Januar 1976 wurde die bis dahin selbstständige Gemeinde nach Mönchsdeggingen eingegliedert. Die Gemeinde besaß das oben wiedergegebene eigene Wappen.

## Baudenkmäler
In die Liste der Baudenkmäler in Untermagerbein sind drei Objekte eingetragen:
- Hausnummer 7: Bauernhaus, zweigeschossiger Satteldachbau mit dreigeschossigem Giebel und Profilgesims unter der Traufe und am Giebelansatz, erste Hälfte 18. Jahrhundert mit Hofmauer, erste Hälfte 18. Jahrhundert.
- Hausnummer 35: Ehemaliges Pfarrhaus, zweigeschossiger Satteldachbau mit Werksteineinfassung am Eingang, 1731 (bezeichnet).
- Hausnummer 56: Evangelisch-lutherische Kirche St. Nikolaus,	Chorturmkirche mit Ursprüngen im 14. Jahrhundert und mehrfachen Änderungen und mit der Friedhofsmauer aus dem 18. Jahrhundert.

## Vereine
- Freiwillige Feuerwehr Untermagerbein
- Kameraden- und Soldatenverein Untermagerbein
- Verein für Gartenbau und Landespflege Untermagerbein